# Nikolaj Hübbe
Nikolaj Hübbe (Copenaghen, 30 ottobre 1967) è un ex ballerino e direttore artistico danese.
È stato il direttore artistico del Balletto Reale Danese dal 2008 al 2024.

## Biografia
Hübbe è nato e cresciuto a Copenaghen, in Danimarca. Iniziò la sua formazione nella danza all'età di 10 anni presso la Royal Danish Ballet School e diventò apprendista del Balletto Reale Danese nel 1984. Fu promosso solista nel 1988.
Ha studiato sia a Parigi che a New York. Tra i suoi insegnanti ci sono Kronstam, Kehlet, Ravol e Bjornsson. La tecnica di Nikolaj era già nota, quando nel 1986 ricevette la medaglia d'argento al Concorso di balletto di Parigi e il premio della critica francese. Quando era al Royal Danish Ballet creò il ruolo di Struensee in Caroline Mathilde (1991). Entrò nel New York City Ballet nel luglio 1992 come ballerino principale.
La sua esibizione con il Royal Danish Ballet come James in La Sylphide di Bournonville, accanto a Lis Jeppesen nei panni dell'eponima protagonista, fu pubblicata in DVD. Un ballerino potente, la cui altezza non comprometteva la sua rapidità, non solo eccelleva nel repertorio di Bournonville, ma anche in balletti neoclassici e in ruoli drammatici come Onegin.
Da quando è diventato direttore artistico del Royal Danish Ballet, Hübbe ha presentato con successo nuove produzioni di Napoli (2009) e A Folk Tale (2011) di Bournonville e La Bayadère (2012) di Marius Petipa.

## Spettacolo d'addio
Lo spettacolo di addio di Hübbe al City Ballet avvenne il 10 febbraio 2008 presso il New York State Theater, nel Lincoln Center.

### Il programma
| Opera                                  | Interpreti                                   | Interpreti                   |
| -------------------------------------- | -------------------------------------------- | ---------------------------- |
| Apollo                                 | Wendy Whelan Ashley Bouder Rachel Rutherford | Nikolaj Hübbe                |
| Flower Festival in Genzano pas de deux | Kathryn Morgan                               | David Prottas                |
| Zakouski                               | Yvonne Borree Megan Fairchild                | Nikolaj Hübbe Andrew Veyette |
| “Cool” da West Side Story Suite        |                                              | Nikolaj Hübbe                |
| Western Symphony                       |                                              |                              |
| Primo movimento Allegro                | Abi Stafford                                 | Nilas Martins                |
| Secondo movimento Adagio               | Sterling Hyltin                              | Albert Evans                 |
| Terzo movimento Rondo                  | Maria Kowroski                               | Nikolaj Hübbe                |

## Recensioni
- Alastair Macaulay, A Godlike Dancer’s Company Farewell Keeps Adventures Rolling to the End, in The New York Times, 12 febbraio 2008.
- Joel Lobenthal, Fantasy for Hübbe's Farewell, in The New York Sun, 12 febbraio 2008.

## Intervista
- Karin Jensen, New Danish ballet chief at home with heritage, in Reuters, 5 ottobre 2007.